# Hohenpolding
Hohenpolding – miejscowość i gmina w Niemczech, w kraju związkowym Bawaria, w rejencji Górna Bawaria, w regionie Monachium, w powiecie Erding, wchodzi w skład wspólnoty administracyjnej Steinkirchen. Leży około 18 km na północny wschód od Erdinga, przy drodze B15.

## Demografia
Dane o ludności z 31 grudnia 2008:
| Opis                                | Ogółem | Ogółem | Kobiety | Kobiety | Mężczyźni | Mężczyźni |
| ----------------------------------- | ------ | ------ | ------- | ------- | --------- | --------- |
| Jednostka                           | osób   | %      | osób    | %       | osób      | %         |
| Populacja                           | 1483   | 100    | 721     | 48,62   | 762       | 51,38     |
| Wiek przedprodukcyjny (0–17 lat)    | 314    | 21,17  | 144     | 9,71    | 170       | 11,46     |
| Wiek produkcyjny (18–65 lat)        | 901    | 60,76  | 423     | 28,52   | 478       | 32,23     |
| Wiek poprodukcyjny (powyżej 65 lat) | 268    | 18,07  | 154     | 10,38   | 114       | 7,69      |

## Polityka
Wójtem gminy od 2002 jest Heribert Niedermaier, rada gminy składa się z 12 osób.
|      | CSU/FW | Razem |
| 2008 | 12     | 12    |
| 2002 | 12     | 12    |